# Cheese-eating surrender monkeys
A „Cheese-eating surrender monkeys” (angol: sajtzabáló önmegadó majmok), néha rövidítve „surrender monkeys” (önmegadó majmok) pejoratív jelző a francia emberekkel szemben. A kifejezés két Oxford kifejezéstárba is bekerült. A kifejezést Ken Keeler, A Simpson család televíziós sorozat akkori írója találta ki 1995-ben. A jelzőt Jonah Goldberg, a National Review egyik újságírója tette népszerűvé az iraki háború korai szakasza alatt.

## A jelző eredete
A „cheese-eating surrender monkeys” kifejezés először a ’Round Springfield, a A Simpson család amerikai televíziós sorozat egyik 1995-ben leadott epizódjában jelent meg. Ebben a részben a Springfield Általános Iskola költségvetési megszorításai miatt Willie gondnoknak franciatanárként kell tovább dolgoznia. A francia néppel szembeni megvetésének kifejezésesképp skót akcentussal felkiált az osztályának: „Bonjoooouuur, ya cheese-eatin’ surrender monkeys!” (a magyar szinkronban „Bonjoooouuur, ti sajtzabáló cerkófmajmok!”). Az epizód audiokommentárjában Al Jean vezető producer elmondása szerint a sort „feltehetően” A Simpson család szövegkönyvírója, Ken Keeler írta. Keeler ezt egy 2012-es interjújában megerősítette, ahol azt is kijelentette, hogy ezt tekinti a sorozathoz való legjobb hozzájárulásának. Jean megjegyezte, hogy a sorozat stábja nem számított arra, hogy a kifejezés széles körben elterjed és sosem tekintettek rá tényleges politikai kijelentésként. A ’Round Springfield francia szinkronjában „singes mangeurs de fromage” („sajtzabáló majmok”) hallható.

## A jelző használata a sajtóban
A jelzőt Jonah Goldberg, a konzervatív National Review újságírója tette népszerűvé az iraki háborúról szóló cikkeiben, amelyekben a kifejezéssel az európaiak és a franciák iraki katonai bevetéssel szemben támasztott idegenkedésüket kritizálta. Goldberg a kifejezést először 1999 áprilisában használta a National Review „Top Ten Reasons to Hate the French” (Tíz legfőbb ok, hogy miért utáljuk a franciákat) rovatának címeként. Goldberg számos alkalommal használta a kifejezést az általa „franciákat arcul csapó rovatoknak” hívott írásaiban.
2002 júliusában megjegyezte, hogy több újságíró is használta a jelzőt, és hogy némi büszkeséggel tölti el a kifejezés széles elterjedtsége, mivel úgy gondolja, hogy ő annak „legsikeresebb népszerűsítője”. 2003 júliusára Goldberg szerint elvesztett a franciákat kritizáló rovatok írásának „íze”, mivel „a franciák arcul csapása annyira közhelyessé vált napjainkban, hogy úgy érzem, mintha valami shtikket csinálnék, ha a sajtzabáló önmegadó majmokról és a hozzájuk hasonlókról beszélek.”
Ben Macintyre a The Timestól azt írta 2007-ben, hogy a kifejezés „talán a leghíresebb” a Simpson család szóalkotásaiból, és amióta Goldberg elkezdte használni, „újságírói közhely” lett. A kifejezést a New York Post használta („Surrender Monkeys” alakban) 2006. december 7-ei kiadásának szalagcímében, utalva az Iraki Kutatócsoport amerikai katonák 2008 elejei iraki kivonulásáról tett javaslatára. Számos cikk használta a kifejezést a Daily Mail hasábjain a franciák „viselkedészavarával” és az európaiak Oszáma bin Láden halálához köthető „tompa” reakciójával kapcsolatban. A The Daily Telegraph az angol-francia katonai együttműködéssel kapcsolatban használta a jelzőt.